# Peek&Poke – Datormuseum
Peek&Poke – Datormuseum (kroatiska: Peek&Poke – Muzej računala), även kallat Peek&Poke – Informatikmuseum (Peek&Poke – Muzej informatike), är ett privatdrivet ideellt teknologimuseum i Rijeka i Kroatien. Det etablerades år 2007 och är beläget i samma byggnad som barndomsmuseet Peek&Poke i stadsdelen Školjić i centrala Rijeka.   

## Beskrivning och historik
Datormuseet Peek&Poke är ett pedagogiskt och ideellt projekt som initierades av några få datorentusiaster och medlemmar av den lokala föreningen Calculus. Museet är uppkallat efter PEEK och POKE som är en typ av kommandon som inom databehandling används i vissa programspråk. Det invigdes den 22 september 2007 med det långsiktiga målet att bli en samlingsplats för datorentusiaster. När det etablerades var museet det första i Kroatien och ett av få i sitt slag i Europa.

## Samlingar
På en yta av 300 kvadratmeter i centrala Rijeka finns en permanent utställning bestående av över 1 000 föremål som representerar lokal och internationell datorhistoria. I samlingarna finns bland annat äldre modeller av miniräknare och spelkonsoler samt sällsynta och föråldrade datorer från 1990-talet. De äldsta föremålen i samlingarna är från 1960-talet. I museet finns även en läshörna där besökare kan ta del av böcker och tidskrifter relaterade till ämnet teknologi och informatik.